# Miltochrista gratiosa
Miltochrista gratiosa är en fjärilsart som beskrevs av Félix Édouard Guérin-Méneville 1843. Miltochrista gratiosa ingår i släktet Miltochrista och familjen björnspinnare. Inga underarter finns listade i Catalogue of Life.